# Morten Breum
Morten Breum (Aarhus, Dinamarca; 26 de mayo de 1982) es un DJ, remezclador y productor discográfico danés, principalmente reconocido por ser el creador junto con David Guetta del future rave, un género musical que fusiona elementos del techno y el house progresivo. En 2021 ingresó por primera vez en la lista Top 100 DJs de DJ Mag, ocupando el puesto #39.

## Biografía
Comenzó como asistente de enseñanza en Amaliegården, Beder . En 2008, se hizo conocido por remezclar "Højere vildere (skru op para den bitch)", que fue una colaboración de Rune RK y Morten Breum con el dúo danés Nik & Jay . El sencillo recogió varios premios en los premios Danish Deejay. En 2009, lanzó su álbum Drop! , seguido de Nightclub Session en 2010.
Ganó fama a través del sencillo "Domestic" que incluía a Nik & Jay. El sencillo alcanzó el número 3 en la lista de singles daneses y fue certificado oro. Su sencillo "Fest", de nuevo con Nik & Jay, alcanzó el puesto 2. "Every Time (You Look at Me)" con Sisse Marie se convirtió en su mayor éxito, encabezando la lista de singles daneses.
Se ha convertido en un codiciado DJ danés, con éxitos de club como "On It!", "Højere vildere" (con Rune RK), "Heads Up" y "Hamra". Está firmado con Timeless Music Management.

## Ranking DJ Mag
| DJ     | 2021 | 2022 | 2023 |
| ------ | ---- | ---- | ---- |
| MORTEN | 39°  | 56°  | 90°  |

## Ranking 101 DJs 1001 Tracklist
| Productor | 2020 | 2021 | 2022 |
| --------- | ---- | ---- | ---- |
| MORTEN    | 53°  | 20°  | 28°  |

## Sencillos
- 2010: Every Time (You Look At Me) (con Sisse Marie)
- 2012: Ingen Anden Drøm (con Pegboard Nerds)
- 2012: 86 Degrees
- 2013: Look Closer
- 2014: Perfect Drive
- 2015: Himalaya
- 2015: Ukali
- 2015: Stickup (con Karma Fields)
- 2016: Body Down (Inspector Gadget)
- 2016: Fiyaa
- 2016: Kids (con Steve Aoki)
- 2016: Love
- 2016: Certified
- 2017: TTFU (con Riggi & Piros)
- 2017: Beautiful Heartbeat (con Frida Sundemo)
- 2017: Hypnotized
- 2017: Coffee Can Money (con Borgeous feat. RUNAGROUND)
- 2017: Hold On
- 2017: Hold Up (con Borgeous)
- 2017: China White
- 2017: Keep Me From You (feat. Oda)
- 2017: Ride Around (feat. Conor Darvid)
- 2018: Family (feat. Dave Easy)
- 2018: Baile De Favela
- 2018: Adumu
- 2018: Tonight Im Loving You (feat. Reo Cragun)
- 2019: Magnolia (con Nik & Jay)
- 2019: Me & You
- 2019: Never Be Alone (con David Guetta feat. Aloe Blacc)
- 2019: Make It To Heaven (con David Guetta feat. Raye)
- 2020: Polar
- 2020: Detroit 3 AM (con David Guetta)
- 2020: Kill Me Slow [New Rave EP] (con David Guetta)
- 2020: Nothing [New Rave EP] (con David Guetta)
- 2020: Bombardment [New Rave EP] (con David Guetta)
- 2020: Odyssey [New Rave EP] (con David Guetta)
- 2020: Save My Life (con David Guetta feat. Lovespeake)
- 2020: Dreams (con David Guetta feat. Lanie Gardner)
- 2021: Impossible (con David Guetta feat. John Martin)
- 2021: Alive Again (con David Guetta y Roland Clark)
- 2022: Permanence (con David Guetta)
- 2022: No Good
- 2022: Element [Episode 2 EP] (con David Guetta)
- 2022: You Can't Change Me [Episode 2 EP] (con David Guetta feat. Raye)
- 2022: Solar [Episode 2 EP] (con David Guetta)
- 2022: Together [Episode 2 EP] (con David Guetta)
- 2022: Juno [Episode 2 EP] (con David Guetta)
- 2023: The Drill
- 2023: Unforgettable
- 2023: Lost In The Rhythm (con David Guetta)

### Remixes
- 2016: David Guetta feat. Emeli Sande - What I Did For Love (MORTEN Remix)
- 2017: David Guetta feat. Justin Bieber - 2U (MORTEN Remix)
- 2019: Avicii - Heaven (David Guetta & MORTEN Remix)
- 2020: David Guetta feat. Sia - Lets Love (David Guetta & MORTEN Remix)
- 2021: David Guetta feat. Sia - Titanium (David Guetta & MORTEN Future Rave Remix)